# Uromyces hyacinthi
Uromyces hyacinthi is een autoecische schimmel in de familie Pucciniaceae. Sommige auteurs beschouwen het als een synoniem van Uromyces muscari. Hij komt voor op Hyacinthoides-soorten.

## Kenmerken
Telia
De donkerbruine telia zijn tot 0,5 mm groot. De eencellige teliosporen zijn kort-ovaal en hebben op de wand lijsten. De kleurloze steel is langer dan de teliospore en valt af.

## Verspreiding

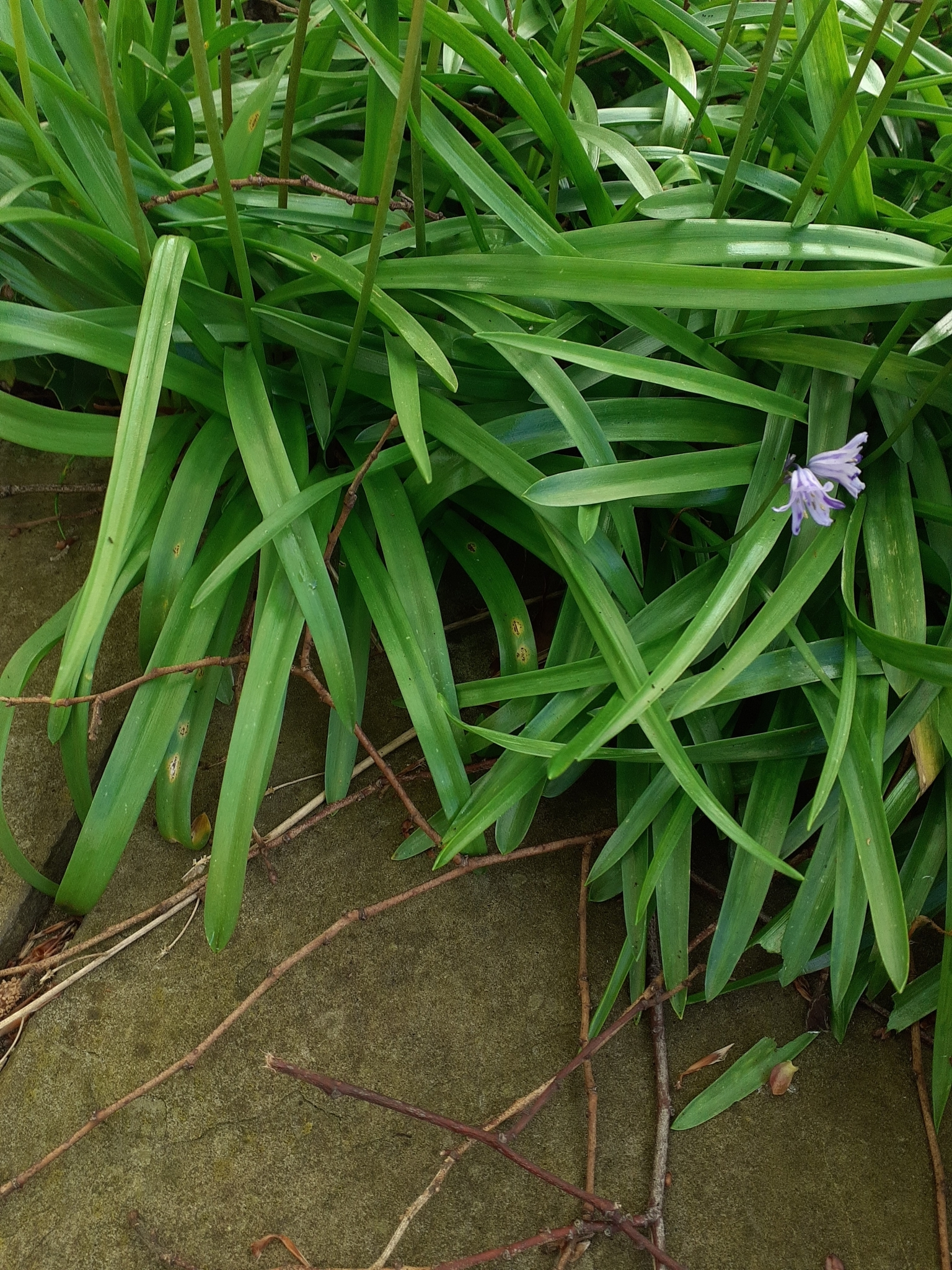
Planten
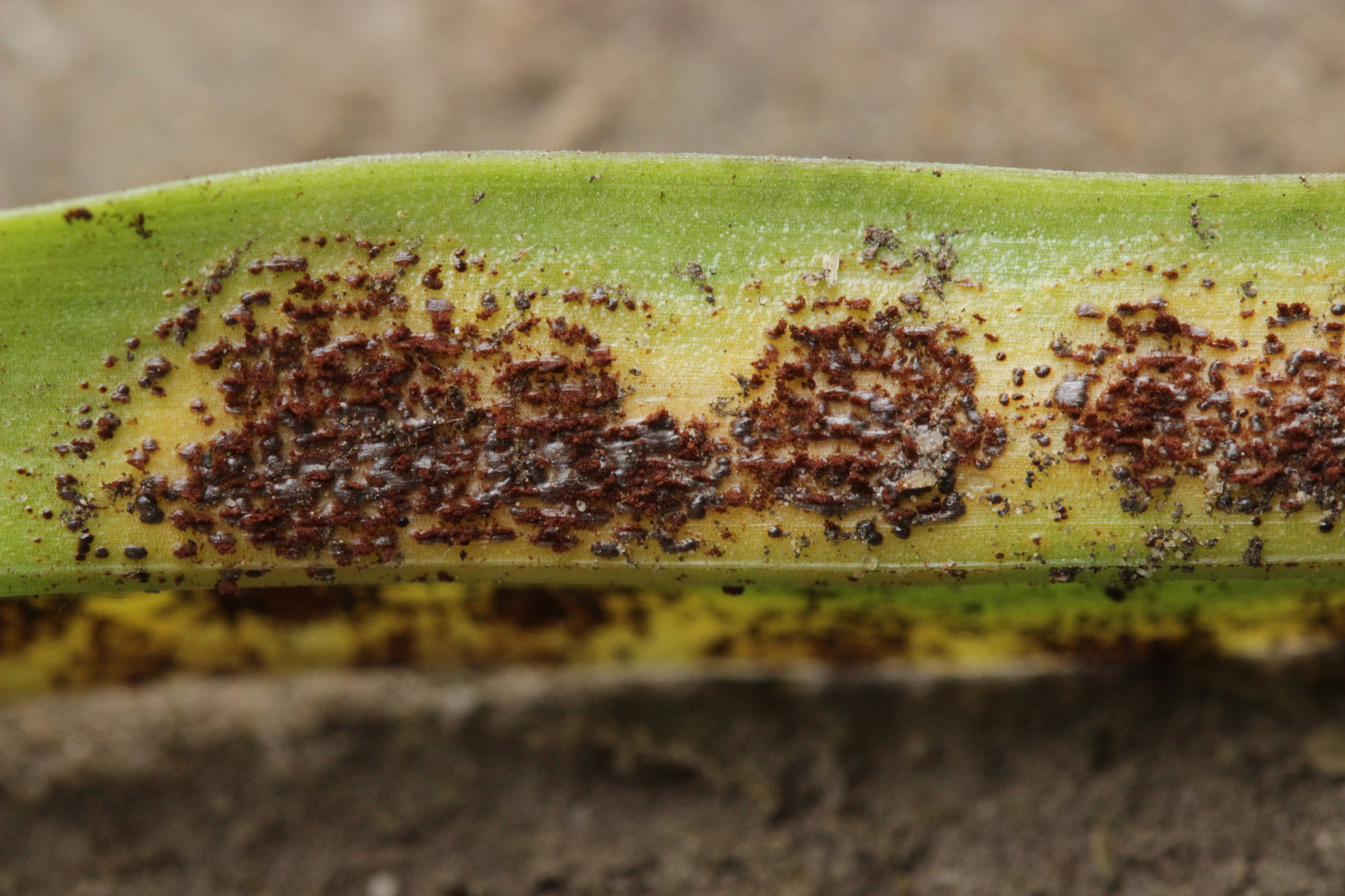
Telia
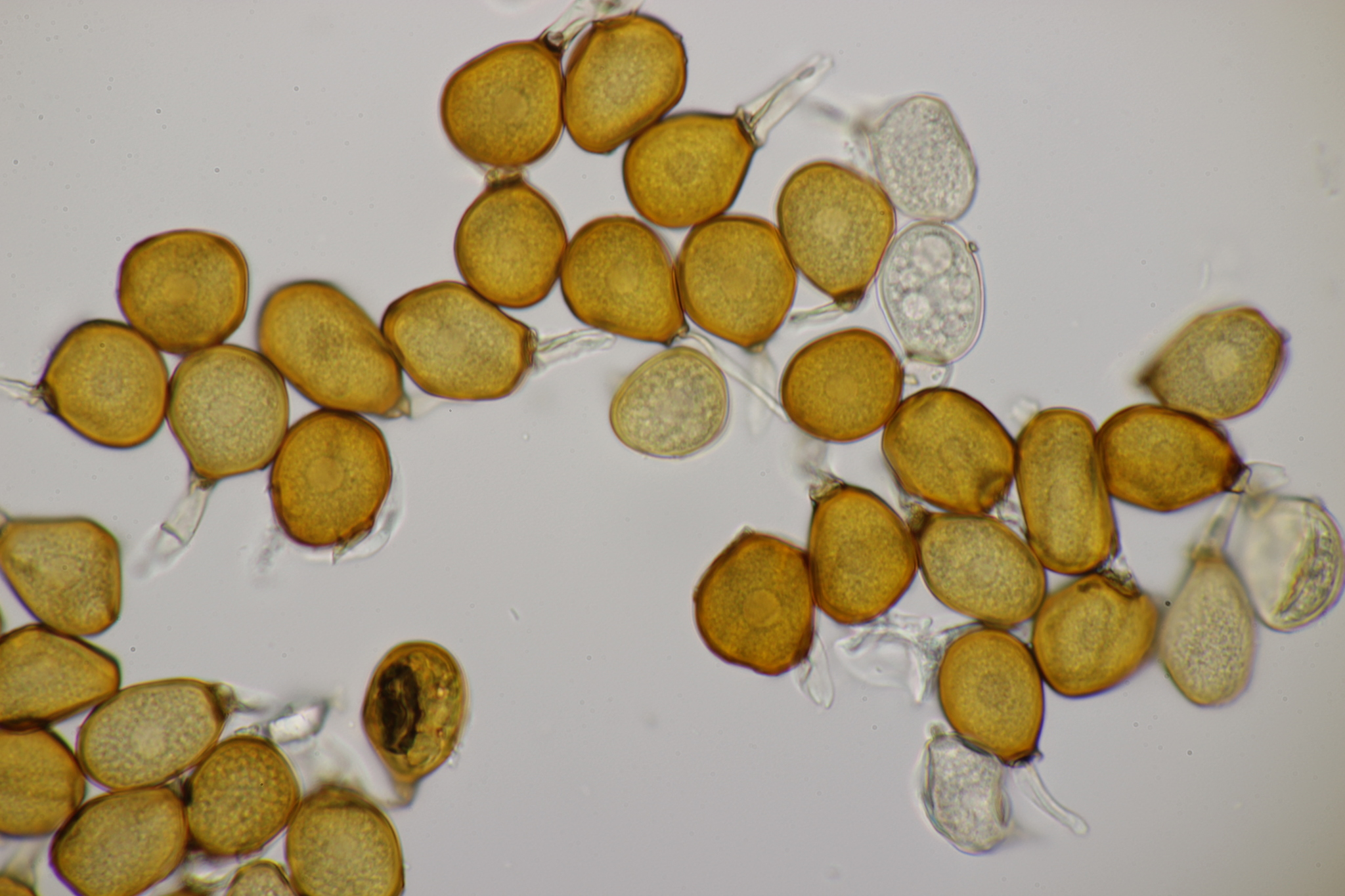
Teliosporen
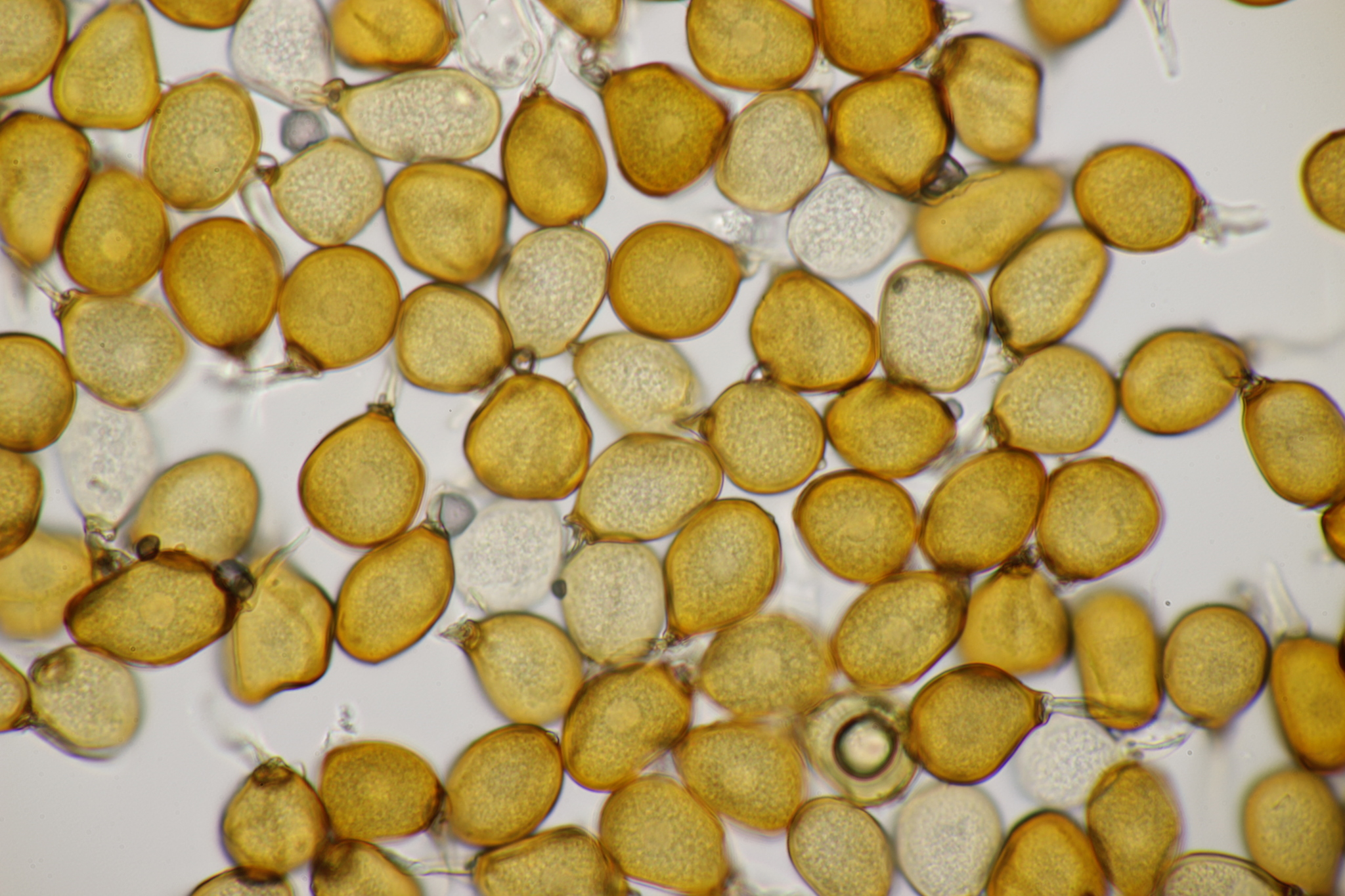
Wanden van de teliosporen